# Anthoceros fusiformis
Anthoceros fusiformis är en skidmossaart som beskrevs av Coe Finch Austin. Anthoceros fusiformis ingår i släktet Anthoceros och familjen skidmossor. Inga underarter finns listade i Catalogue of Life.